# Altstadt von Damaskus

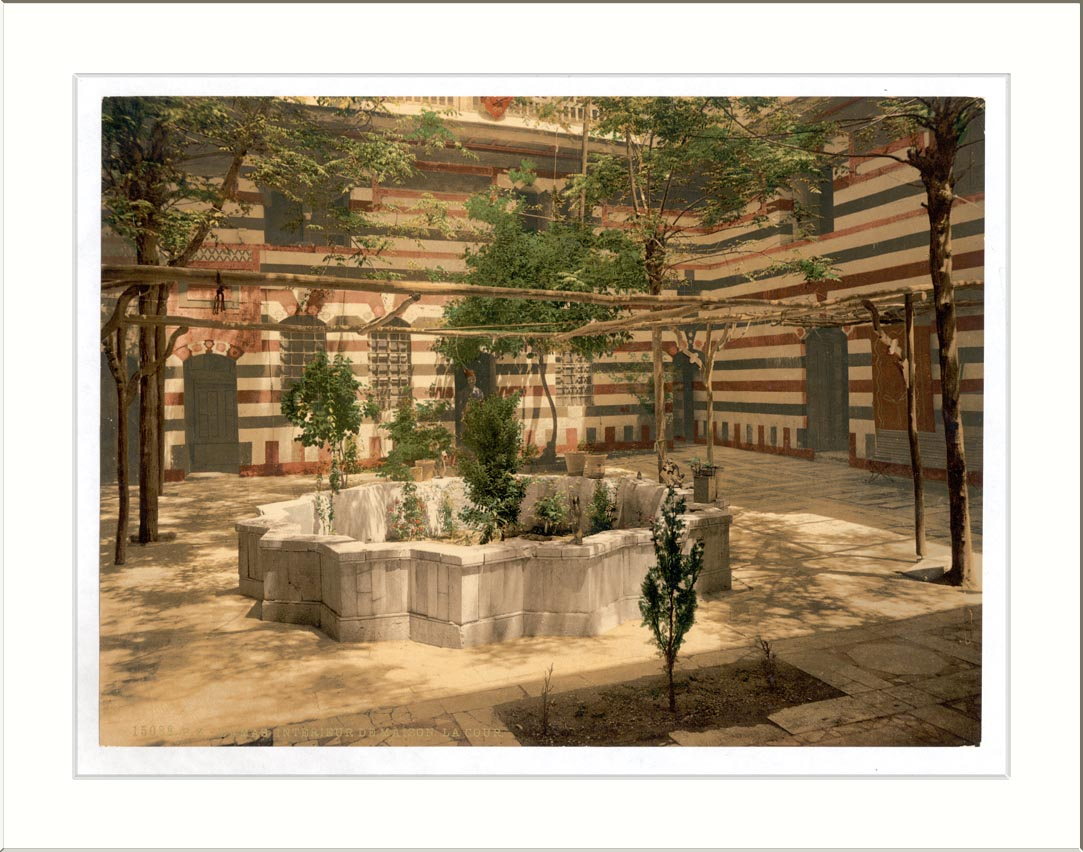
Historisches Foto: Innenhof

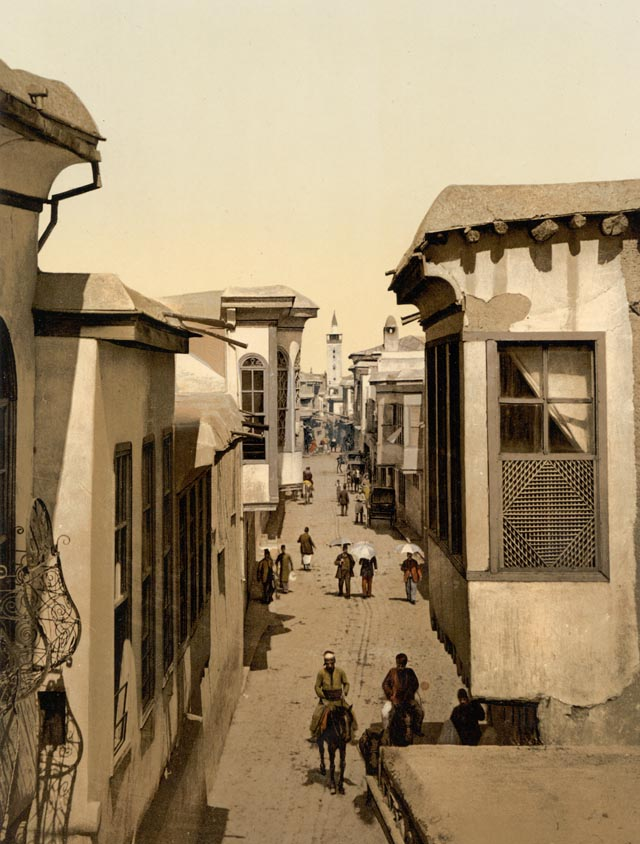
Historisches Foto: Gerade Straße (via recta), Ost-West-Achse der Altstadt

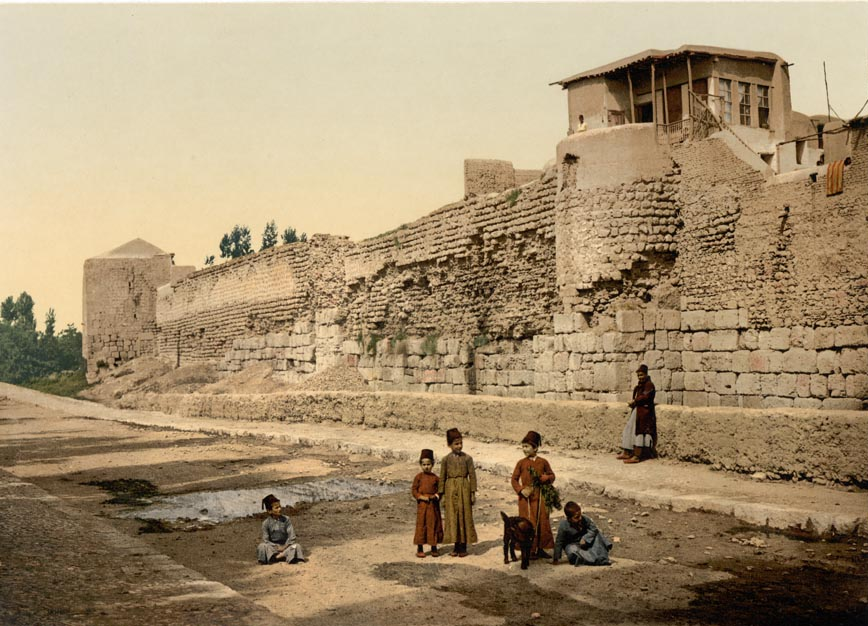
Historisches Foto: Stelle der Stadtmauer, wo nach der Legende der Apostel Paulus hinuntergelassen wurde

Die Altstadt von Damaskus gehört zum UNESCO-Welterbe in Syrien.
Wegen der günstigen Lage an der Kreuzung wichtiger Handelswege ist die Altstadt von Damaskus einer der ältesten kontinuierlich bewohnten Orte weltweit. Die Umayyaden machten Damaskus zur Hauptstadt ihres Kalifats. Außer den mittelalterlichen Bauten, die von dieser Blütezeit zeugen, sind im Stadtbild auch Elemente hellenistischer, römischer und byzantinischer Architektur erkennbar. Insgesamt präsentiert sich die historische Altstadt dem Besucher heute in der Form, die sie seit der ottomanischen Eroberung am Anfang des 16. Jahrhunderts erhielt. Wie alle syrischen Welterbestätten steht auch die Altstadt von Damaskus seit 2013 auf der Roten Liste des gefährdeten Welterbes.

## Beschreibung
Das Welterbe Altstadt von Damaskus wurde 1979 pauschal als das Gebiet innerhalb der Altstadtmauern definiert, eine Pufferzone wurde nicht ausgewiesen. (Das entsprach der Vorgehensweise bei anderen frühen Welterbenominierungen.) Unstrittig weist dieses Gebiet die größte Dichte an Kulturdenkmälern auf, aber städtebaulich besteht eine enge Verbindung mit Gebieten außerhalb der Stadtmauer, die ebenfalls wertvolle historische Bausubstanz besitzen, aber 1979 nicht unter Schutz gestellt wurden.

### Kernzone innerhalb der Stadtmauern
Das Welterbe umfasste 2008 ein Gebiet von 135 Hektar (Kernzone und Pufferzone). Die Kernzone war definiert durch den Verlauf der antiken römischen Stadtmauer: so sehr Damaskus als islamische Stadt Kulturerbe ist, zeigt doch der Stadtplan eine starke Prägung durch die römische und byzantinische Epoche. Die meisten unter Schutz gestellten Einzelgebäude befinden sich im Westen der Altstadt.

### Alte Bausubstanz außerhalb der Stadtmauern
Seit dem 13. Jahrhundert wuchs die mittelalterliche Stadt, von den Stadttoren ausgehend, entlang der Ausfallstraßen ins Umland. Folgende Stadtviertel im Norden, Westen und Süden gehen auf diese Periode zurück und sind daher ein integraler Teil der historischen Altstadt von Damaskus:
- Qanawat,
- Souk al Srija,
- Midan,
- Sarouja,
- al-Uqaiba.

Seit 1988 waren Teile dieser Stadtviertel, zuletzt in al-Uqaiba, unter Denkmalschutz gestellt worden, doch Experten strebten 2008 an, das Gebiet des Weltkulturerbes um diese Viertel zu erweitern, weil sie in der historischen Beziehung, in der diese Viertel zur inneren Stadt standen, auch ein schützenswertes Welterbe sahen. Die Größe der Pufferzone war relativ klar umrissen durch die historischen Katasterkarten von 1920. Damit waren die spätottomanischen Stadtteile ebenso inbegriffen wie die „türkische Stadt“ des 19. und frühen 20. Jahrhunderts. Aber auch für die seitdem entstandenen Neubauviertel schlug die UNESCO/ICOMOS-Mission vor, Verkehrsachsen und Stadtwachstum so zu planen, dass die landschaftliche Situation des alten Damaskus nicht zerstört wurde.

### Wohnen in der Altstadt
Die Beobachtermission stellte fest, dass mit der Entwicklung der Damaszener Neustadt in den 1930er Jahren Prozesse in Gang gekommen seien, die für die Altstadt ungünstig seien und ihre Erhaltung gefährdeten:
- Zunächst sank die Bevölkerung in der Altstadt kontinuierlich, aber in den letzten Jahren kehrte sich dieser Trend um. Die Bevölkerungsdichte war mit 723 Einwohnern pro Hektar (2005) relativ hoch. Viele der neu Zugezogenen seien arm und schlecht ausgebildet und wohnten zur Miete.[5]
- Die Wohnqualität in der Altstadt war relativ schlecht. Ein Drittel der Bausubstanz wies starke Schäden auf, war unbewohnt oder einsturzgefährdet.[5] Leerstand und Verfall waren im ehemaligen Jüdischen Viertel im Südosten der Altstadt noch verbreiteter als andernorts.[6] (Die ehemaligen Einwohner waren fortgezogen und hatten ihr Wohneigentum zurückgelassen, der rechtliche Status war unklar.) Fehlende Wartung und Nichtbeachtung von Sicherheitsstandards verursachten Unfälle wie Brände oder Einstürze.[5]

### Handel und Handwerk
Wirtschaftliche Aktivitäten hatten sich in den letzten Jahren aus den historisch dadurch geprägten Straßenzügen in die Wohngebiete hinein ausgedehnt. Dabei stellte das traditionelle Handwerk, das in der Altstadt vielerorts betrieben wurde, nach Ansicht der UNESCO/ICOMOS-Mission einen wichtigen Aspekt des Welterbes dar und biete den Bewohnern Erwerbsmöglichkeiten. Die traditionelle Souk-Ökonomie habe sich aber verändert, um den Kaufinteressen der Damaszener Bürger in den Neubaugebieten zu dienen, deren Zahl die der Bewohner der Altstadt um ein Vielfaches übersteigt. Es handelt sich dabei um Kunden, die eher wenig Geld zur Verfügung haben. So habe sich in der Altstadt von Damaskus mittlerweile folgende Verteilung herausgebildet:
- Der traditionelle Souk im Westen der Altstadt, damit auch von der Neustadt aus günstig gelegen, sei immer noch das wirtschaftliche Zentrum und ziehe sowohl Städter als auch Touristen an.
- Lokales Handwerk und Einzelhandel hätten sich dagegen in die Nähe der historischen Stadttore verlagert. Märkte für Lebensmittel, aber auch spezialisierte Handwerksbetriebe (Metall, Holz, Leder), die sich hier angesiedelt hatten, profitierten davon, dass sie für den Lieferverkehr gut erreichbar waren.

### Renovierungspläne
Die UNESCO/ICOMOS-Mission stellte 2008 einen positiven Trend fest: in den Vorjahren wurden zunehmend Anträge zur Renovierung von Häusern in der Altstadt gestellt. Paläste, die für die öffentliche Verwaltung oder als Museen genutzt wurden, waren aufwändig restauriert worden, aber auch weitere Objekte von hohem architektonischem Wert wurden instand gesetzt. Für private Investoren boten sich Möglichkeiten, renovierte Altstadthäuser als Restaurants oder Hotels zu nutzen. Staatlicherseits war die gründliche Instandsetzung der großen Ost-West-Achse Medhat Pasha Street (bzw. Via recta, Gerade Straße) begonnen worden, in die auch einige wichtige Querstraßen einbezogen waren. Der weitere Verfall der Stadtmauer sollte aufgehalten werden; dazu gehörte, viele der Häuser zu entfernen, die an und auf die historische Mauer gebaut worden waren.

## Stadtviertel der Muslime, Christen und Juden

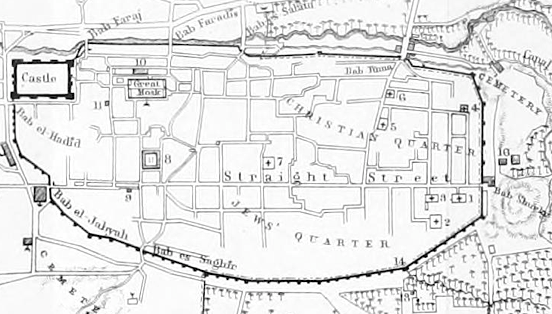
Altstadt von Damaskus 1855, mit Stadttoren und Stadtmauer. Im Nordosten bei den Stadttoren Bab Tuma und Bab Sharky das christliche Viertel (Christian Quarter), südlich der Geraden Straße das jüdische. 1. Armenisch-apostolische Kathedrale, 2. Griechisch-katholische Kathedrale, 3. Syrisch-katholische Kathedrale, 4. Haus des Ananias, 5. Lazaristenkloster (seit 1959 südlich davon Syrisch-orthodoxe Kathedrale), 6. Lateinisches Kloster, 7. Griechisch-orthodoxe Kathedrale, 8. Chan As'ad Pascha, 9. Haus des Judas, 10. Britisches Konsulat, 11. Zollhaus, 12. Grab des Sidi Bilāl, 13. Grab des Georg, 14. Bab Kisan (seit 1936 Paulus-Kapelle), 15. Ort der Bekehrung des Paulus, 16. Spital, Umayyaden-Moschee (Great Mosque) und Zitadelle (Castle)

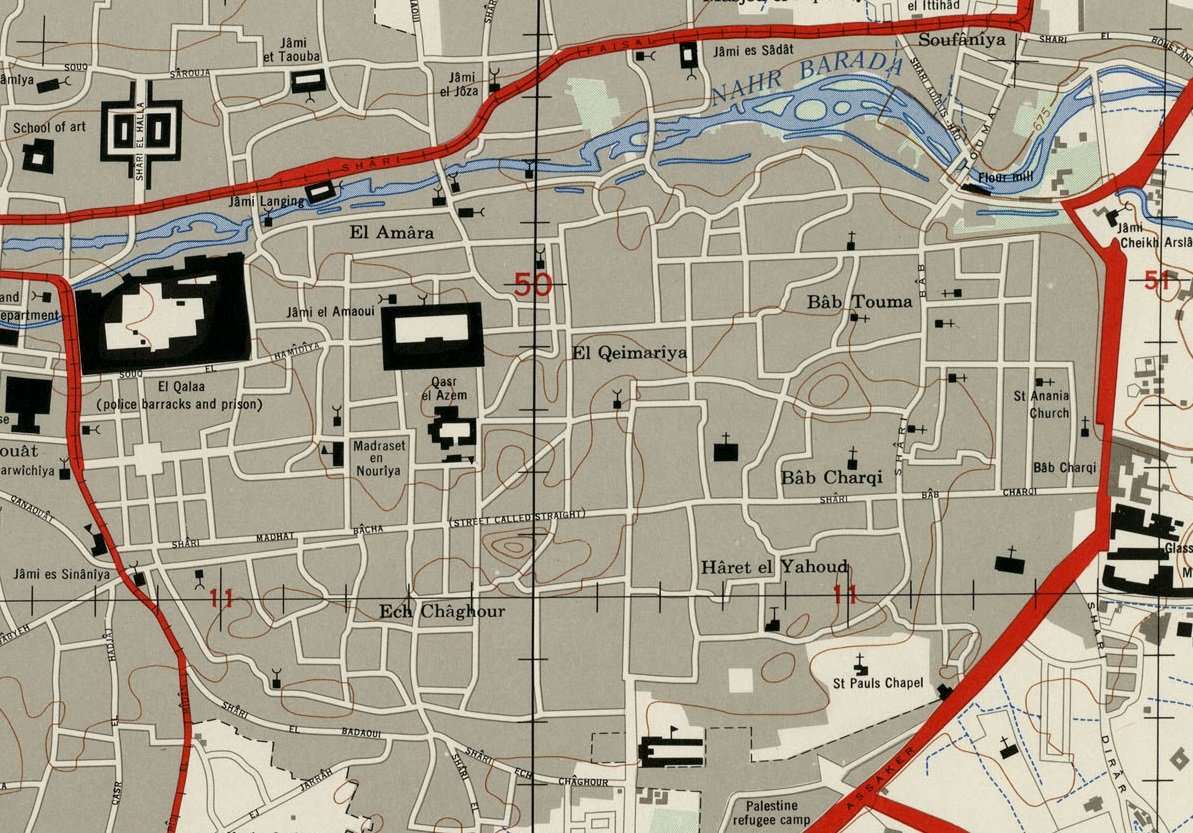
Altstadt von Damaskus 1958, Stadtmauer nicht eingezeichnet. Im Christenviertel im Ostteil der Altstadt (Bâb Touma und Bâb Charqi) stehen zahlreiche Kirchen (markiert mit Kreuz), weiter westlich Moscheen (markiert mit Halbmond), als größte Jâmi el-Amaoui, außerdem Qasr el-Azem und El Qalaa, als Polizeikaserne und Gefängnis dienend. Das Judenviertel im Süden trägt noch immer diesen Namen (Hâret al-Yahoud,). Das südöstliche Tor (Bâb Kisan) am Judenviertel dient als Pauluskapelle (Mar Bulos, hier St Pauls Chapel).

Umriss der Altstadt von Damaskus (Verlauf der Stadtmauer), mit Stadttoren. Alle eingezeichneten Stadttore aus Römerzeit (nicht eingezeichnet: Bab al-Faraj (Tor der Erlösung) von den Ayyubiden, direkt rechts von Zitadelle, und Bab al-Hadid, links von Zitadelle)

Seit der islamischen Eroberung von Damaskus 636 durch Chālid ibn al-Walīd gibt es in der Stadt Angehörige der drei großen monotheistischen Religionen. Zunächst wurden die Kirchen zwangsweise geschlossen, doch konnte die vorherige griechisch-orthodoxe Johannes-der-Täufer-Kathedrale 70 Jahre lang gemeinsam von Christen und Muslimen genutzt werden – in getrennten Abschnitten des Gebäudes. Im Jahre 706 ordnete Kalif al-Walid I. an, die Kathedrale in die Umayyaden-Moschee umzuwandeln, wofür große Teile des Gebäudes abgerissen und als Moschee neu errichtet wurden. Dafür entschied al-Walid I., dass die Christen ihre übrigen Kirchen und die Juden ihre Synagogen weiter besuchen könnten, allerdings bei Zahlung der Dschizya. Nunmehr diente die Mariamitische Kirche an der Geraden Straße den griechisch-orthodoxen Christen als Kathedrale. Im nordöstlichen Teil der heutigen Altstadt mit den beiden Stadttoren Bāb Tūmā (Thomastor, im Nordosten) und Bab Scharqi (Osttor) entwickelte sich so das christliche Stadtviertel von Damaskus mit seinen zahlreichen Kirchen und im südöstlichen Teil das jüdische Viertel, während die westliche Hälfte der Altstadt der muslimische Teil mit seinen Moscheen ist. In Bezug auf die Christen und Muslime ist dies bis in die Gegenwart im Stadtbild und am Besuch der Gottesdienste erkennbar, während die Juden von Damaskus die Stadt ab Ende der 1940er Jahre verließen, zuletzt in einer Emigrationswelle in den 1990er Jahren. Einen tiefen Einschnitt bedeutete für die Juden von Damaskus der Angriff auf die Menarscha-Synagoge des Viertels am 8. August 1948, bei dem zwölf Menschen starben und nach dem viele syrische Juden nach Israel flüchteten. So verfiel das auch als al-Amin bekannte ehemalige Judenviertel, und vor dem Bürgerkrieg gab es Pläne, die Gegend in ein Künstlerviertel umzugestalten. Die Al-Menarscha-Synagoge und die Al-Racqy-Synagoge stehen noch, aber ungenutzt. In der Al-Faranj-Synagoge finden als einziger in Damaskus noch Gottesdienste statt, wobei nur noch sehr wenige Juden in der Stadt leben.
Das Osttor (Bāb Sharqi) und das im Westen liegende, nach al-Dschābiya führende Tor Bāb al-Dschābiya (باب الجابية) sind miteinander durch die Gerade Straße (الشارع المستقيم, DMG aš-Šāriʿ al-Mustaqīm, lateinisch Via Recta) verbunden, in deren Mitte sich ein römischer Triumphbogen befindet. Dieser gilt als Grenze zwischen dem muslimischen Teil im Westen und dem christlichen und jüdischen Teil im Osten, wobei die beiden letzteren durch die Gerade Straße getrennt sind. Offiziell heißt der Westteil der Straße Schāriʿ Madhat Bāschā (شارع مدحت باشا) und der Ostteil der Straße Schāriʿ Bāb Scharqī (شارع باب شرقي).

## Welterbe-Kriterien

### Kriterium I
Die Umayyaden-Moschee ist ein herausragendes Beispiel der umayyadischen Architektur. Daneben sind auch andere Bauwerke aus verschiedenen Perioden zu nennen (Zitadelle, Azem-Palast, Madrasas, Khans, Hammams und Paläste).

### Kriterium II
Als Hauptstadt des Umayyaden-Kalifats hatte Damaskus eine Vorbildfunktion für den islamischen Städtebau. Die Lage der Großen Moschee, ein Element, das aus der römischen Stadtplanung vorgegeben war (hier befand sich ein Jupitertempel), wurde bei der Anlage anderer islamischer Städte übernommen.

### Kriterium III
Die kontinuierliche Besiedlung des Ortes seit dem 3. Jahrtausend v. Chr. ist durch historische Quellen und archäologische Befunde nachgewiesen. Neben der Großen Moschee sind aus der mittelalterlichen Stadt die Stadtmauern, die Zitadelle, einige Hammams und Mausoleen erhalten; ein großer Teil der unter Schutz gestellten Bausubstanz stammt aus der Frühen Neuzeit.

### Kriterium IV
Die Große Moschee ist sowohl eine der größten als auch eine der ältesten Moscheen. Sie hat daher für die Weltreligion Islam besondere spirituelle Bedeutung. Auch ihr kultureller, sozialer und künstlerischer Wert ist groß.

### Kriterium VI
Die Stadt war Schauplatz wichtiger Ereignisse, insbesondere der islamischen Geschichte. Diese wiederum hatten Auswirkungen auf die Stadtentwicklung.

## Integrität und Authentizität
Der Zustand stellte sich 2009 wie folgt dar. Die Welterbestätte ist durch den Verlauf der Altstadtmauern definiert; es handelt sich um eine dichte Bebauung mit historischem Straßennetz, woraus 125 einzelne Bauten als Kulturdenkmäler hervorgehoben wurden. Die Bausubstanz ist einer ständigen Erosion ausgesetzt durch Verwendung nicht traditioneller Baumaterialien und Bautechniken. Die historische Altstadt wird darüber hinaus beeinträchtigt, weil die Bebauung der umgebenden modernen Metropole nicht auf die Altstadt abgestimmt ist. Seit der Einschreibung als Weltkulturerbe 1979 hatte sich bis 2009 grundsätzlich wenig an der historischen Altstadt geändert, bis auf den genannten Erosionsprozess der Bausubstanz.

## Schutz und Management der Welterbestätte
Die Planung von Baumaßnahmen in der Altstadt lag 2009 in den Händen von zwei Behörden: der Kommission zur Erhaltung der Altstadt und dem Generaldirektorat für Altertümer und Museen (DGAM). Maßnahmen zum Schutz der Welterbestätte wurden vom Ministerium für lokale Verwaltung und Umwelt mit internationalen Partnern durchgeführt, wobei die Interessen lokaler Akteure mit einbezogen werden mussten.
Folgende Gesetze stellen die Altstadt staatlicherseits unter Schutz:
- Das Altertümergesetz 222, geändert 1999, zusammen mit der Ministerialorder Nr. 192 von 1976, definiert die Bebauung innerhalb der Stadtmauern als nationales und kulturelles Erbe Syriens.
- Der Parlamentsbeschluss Nr. 826 befasst sich mit Restaurierungs- und Rekonstruktionsarbeiten in der historischen Altstadt und nennt dafür Kriterien.

Ein Komitee zum Schutz und zur Entwicklung des Welterbes war 2009 benannt worden, in dem verschiedene Behörden anstehende Planungs- und Baumaßnahmen koordinieren sollten. Eine Pufferzone um die Altstadt war grundsätzlich genehmigt worden. Ein Plan dazu existierte, war aber noch nicht beschlossen worden.

## Gefährdung
Im Gegensatz zu anderen syrischen Welterbestätten wie Palmyra oder der Altstadt von Aleppo war die Damaszener Altstadt nicht direkt von den Zerstörungen des Syrischen Bürgerkrieges betroffen. Indirekte Folgen waren aber beispielsweise der Leerstand von Häusern, deren Einwohner geflohen waren.
Am 23. April 2016 brach in einem Laden des Souq von Al Asruniyeh, zwischen der Zitadelle und der Großen Moschee, ein Feuer aus, das diesen Teil des alten Damaskus zerstörte. Al Asruniyeh war ein ungedeckter Souq, erbaut in den Jahren 1875 bis 1915. Außer den Läden gab es hier eine Reihe von älteren Bauwerken, nämlich:
- Al-Madrasa al-Adiliya al-Soghra. Diese Religionsschule war eine Stiftung von Zahra Khatoun, der Tochter des Ayyubidenherrschers al-Adil Seif Eddin (frühes 13. Jahrhundert).
- Dar al-Hadith al-Nabawi al-Sharif. Eine vom Seldschukenherrscher Nur ad-Din Zengi gestiftete religiöse Schule (spätes 12. Jahrhundert).
- Dar al-Hadith des Nur ad-Din. Für diese Religionsschule wird eine Entstehung in der Regierungszeit des Nur ad-Din (zwischen 1164 und 1174) angenommen.

Insbesondere die Obergeschosse der Läden brannten völlig aus. Von Regierungsseite wurde eingeräumt, dass der Zustand elektrischer Anlagen in der Altstadt mangelhaft sei und es deshalb immer wieder zu Bränden komme. Verbesserte Brandschutzmaßnahmen wurden gegenüber der UNESCO in Aussicht gestellt.